# Olapa fulviceps
Olapa fulviceps är en fjärilsart som beskrevs av George Francis Hampson 1910. Olapa fulviceps ingår i släktet Olapa och familjen tofsspinnare. Inga underarter finns listade i Catalogue of Life.